# Moulins-la-Marche
Moulins-la-Marche és un municipi francès situat al departament de l'Orne i a la regió de Normandia. L'any 2007 tenia 784 habitants.

## Demografia

### Població
El 2007 la població de fet de Moulins-la-Marche era de 784 persones. Hi havia 340 famílies de les quals 140 eren unipersonals (72 homes vivint sols i 68 dones vivint soles), 104 parelles sense fills, 60 parelles amb fills i 36 famílies monoparentals amb fills.
La població ha evolucionat segons el següent gràfic:
Habitants censats

### Habitatges
El 2007 hi havia 458 habitatges, 359 eren l'habitatge principal de la família, 55 eren segones residències i 44 estaven desocupats. 383 eren cases i 71 eren apartaments. Dels 359 habitatges principals, 205 estaven ocupats pels seus propietaris, 148 estaven llogats i ocupats pels llogaters i 6 estaven cedits a títol gratuït; 5 tenien una cambra, 48 en tenien dues, 94 en tenien tres, 106 en tenien quatre i 105 en tenien cinc o més. 220 habitatges disposaven pel capbaix d'una plaça de pàrquing. A 184 habitatges hi havia un automòbil i a 101 n'hi havia dos o més.

### Piràmide de població
La piràmide de població per edats i sexe el 2009 era:
| Homes | Edats   | Dones |
| ----- | ------- | ----- |
| 4     | 95 o +  | 8     |
| 0     | 90 a 94 | 12    |
| 0     | 85 a 89 | 4     |
| 4     | 80 a 84 | 4     |
| 16    | 75 a 79 | 36    |
| 20    | 70 a 74 | 36    |
| 20    | 65 a 69 | 24    |
| 28    | 60 a 64 | 32    |
| 24    | 55 a 59 | 16    |
| 20    | 50 a 54 | 36    |
| 16    | 45 a 49 | 28    |
| 20    | 40 a 44 | 16    |
| 24    | 35 a 39 | 24    |
| 24    | 30 a 34 | 16    |
| 24    | 25 a 29 | 40    |
| 4     | 20 a 24 | 16    |
| 8     | 15 a 19 | 36    |
| 16    | 10 a 14 | 4     |
| 28    | 5 a 9   | 24    |
| 16    | 0 a 4   | 20    |

## Economia
El 2007 la població en edat de treballar era de 462 persones, 314 eren actives i 148 eren inactives. De les 314 persones actives 290 estaven ocupades (153 homes i 137 dones) i 24 estaven aturades (10 homes i 14 dones). De les 148 persones inactives 57 estaven jubilades, 17 estaven estudiant i 74 estaven classificades com a «altres inactius».

### Ingressos
El 2009 a Moulins-la-Marche hi havia 344 unitats fiscals que integraven 702,5 persones, la mediana anual d'ingressos fiscals per persona era de 15.556 €.

### Activitats econòmiques
Dels 64 establiments que hi havia el 2007, 1 era d'una empresa extractiva, 4 d'empreses alimentàries, 1 d'una empresa de fabricació d'altres productes industrials, 8 d'empreses de construcció, 16 d'empreses de comerç i reparació d'automòbils, 5 d'empreses de transport, 5 d'empreses d'hostatgeria i restauració, 4 d'empreses financeres, 1 d'una empresa immobiliària, 8 d'empreses de serveis, 4 d'entitats de l'administració pública i 7 d'empreses classificades com a «altres activitats de serveis».
Dels 24 establiments de servei als particulars que hi havia el 2009, 1 era una gendarmeria, 1 oficina de correu, 4 oficines bancàries, 2 funeràries, 1 taller de reparació d'automòbils i de material agrícola, 2 paletes, 1 guixaire pintor, 3 lampisteries, 1 empresa de construcció, 2 perruqueries, 2 veterinaris, 2 restaurants, 1 agència immobiliària i 1 saló de bellesa.
Dels 9 establiments comercials que hi havia el 2009, 2 eren botiges de menys de 120 m², 2 fleques, 2 carnisseries, 1 una peixateria, 1 una botiga de material de revestiment de parets i terra i 1 una joieria.
L'any 2000 a Moulins-la-Marche hi havia 23 explotacions agrícoles que ocupaven un total de 946 hectàrees.

## Equipaments sanitaris i escolars
El 2009 hi havia 1 farmàcia i 1 ambulància.
El 2009 hi havia una escola elemental integrada dins d'un grup escolar amb les comunes properes formant una escola dispersa. Moulins-la-Marche disposava d'un col·legi d'educació secundària amb 241 alumnes.

## Poblacions més properes
El següent diagrama mostra les poblacions més properes.